# Katalonski savez šaha
Katalonski savez šaha (kat.: Federació Catalana d'Escacs), krovno tijelo športa šaha u Kataloniji. Sjedište je u Barceloni. Osnovana je 2. kolovoza 1925. godine. Katalonija je unutar Španjolske koja pripada europskoj zoni 1.1c. Predsjednik je José Claudio Viñas Racionero (ažurirano 22. listopada 2019.). Dijelom je Unije športskih saveza Katalonije.

## Vanjske poveznice
- Službene stranice